# Sidi Dahmane
Sidi Dahmane  (in arabo سيدي دحمان‎?) è un centro abitato e comune rurale del Marocco situato nella provincia di Taroudant, regione di Souss-Massa. Conta una popolazione di 11 955 abitanti (censimento 2014).